# John Browning

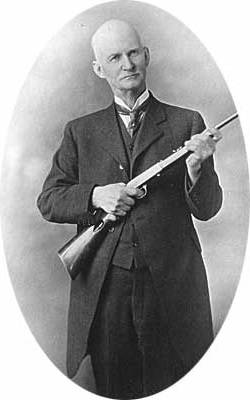
John Moses Browning

John Moses Browning (Ogden (Utah), 23 januari 1855 – Herstal, 26 november 1926) was een Amerikaanse vuurwapenontwerper. Hij ontwierp pistolen, geweren en patronen en was uitvinder van mechanieken die tot op de dag van vandaag in vuurwapens worden toegepast. In zijn leven registreerde Browning 128 patenten waarvan het eerste in 1879 werd toegekend voor een eenschotsgeweer. Browning heeft een enorme invloed op de ontwikkeling van vuurwapens gehad. Zijn hand is nog steeds zichtbaar in hedendaagse vuurwapens. John Browning stierf in 1926 in België terwijl hij voor FN werkte.

## Levensloop
John Brownings vader was Jonathan Browning, mormoons pionier, uitvinder en wapensmid. In 1852 verhuisde hij naar Ogden waar hij een wapensmederij begon. Drie jaar later, in 1855, werd John Browning, een van zijn negentien kinderen, geboren. Toen John dertien was maakte hij zijn eerste vuurwapen in de smederij van zijn vader.
In 1879 patenteerde John Browning zijn eigen eenschotsgeweer. John bleek zeer begaafd in het ontwerpen van dergelijke wapens maar wilde zelf geen wapenfabrikant worden. Hij verkocht zijn ontwerp daarom aan Winchester dat het geweer met succes produceerde en verkocht. Volgende geweren van Brownings hand waren de Winchester Model 1887- en 1897-hagelgeweren en de 1886-, 1892-, 1894- en 1895-hendelgeweren, waarvan de latere modellen nog steeds in productie zijn. Later ontwierp Browning ook wapens voor Colt's Manufacturing Company, Remington en FN.
Een van Brownings modellen, de FN Model 1910 die door Fabrique Nationale de Herstal in België werd gemaakt, is bekend als het wapen waarmee Frans Ferdinand van Oostenrijk werd vermoord. Deze moord was de aanleiding tot de Eerste Wereldoorlog. Het exemplaar in kwestie werd in 2004 in Oostenrijk teruggevonden.
John Browning overleed in 1926 in het kantoor van zijn zoon Val Browning aan een hartaanval. Hij werkte toen aan een zelfladend pistool voor FN; zijn zoon Val Browning was zijn vertegenwoordiger bij FN. Een jaar na John Brownings dood werd de Browning Arms Company opgericht, die in 1977 door FN werd overgenomen. Het pistoolontwerp waaraan Browning werkte werd door de Belg Dieudonné Saive afgemaakt en in 1935 in productie gebracht als GP35. Het staat bekend als de Browning Hi-Power.

## Uitvindingen
- Halfautomatisch hagelgeweer
- Pompactiehagelgeweer
- Watergekoeld machinegeweer

## Ontwerpen

### Vuurwapens
- Winchester Model 1885 single shot rifle
- Winchester Model 1886 lever action geweer
- Winchester Model 1887 hagelgeweer
- Winchester Model 1892 lever action geweer
- Winchester Model 1893 pomp action hagelgeweer
- Winchester Model 1894 lever action geweer
- Colt-Browning M1895 machinegeweer
- Winchester Model 1897 pomp action hagelgeweer
- Colt Model 1897 geweer
- Browning Auto-5 hagelgeweer (1898)
- FN Model 1900 pistool
- Colt Model 1900 pistool (.38 ACP)
- Colt Model 1902 pistool (.38 ACP)
- Colt Model 1903 Pocket Hammer pistool (.38 ACP)
- Colt Model 1903 Pocket Hammerless pistool (.32 ACP)
- Colt Model 1905 pistool (.45 ACP)
- Remington Model 8 halfautomatisch geweer (1906)
- Colt Model 1908 minipistool (.25 ACP)
- Colt Model 1908 Pocket Hammerless pistool (.380 ACP)
- FN Model 1910 pistool
- Colt Model 1911 militair pistool (.45 ACP)
- Browning Model 1917 watergekoeld machinegeweer
- Browning Model 1918 Automatic Rifle (BAR)
- Browning Model 1919 luchtgekoeld machinegeweer
- Browning M2 machinegeweer (1921, .50 BMG)
- FN Browning 1922 pistool (7,65 / 9 mm)
- FN Browning HP pistool (1921-1935, 9 mm)

### Patronen
- .32 ACP (1899)
- .38 ACP (1900)
- 9 mm Browning Long (1903)
- .45 ACP (1905)
- .25 ACP (1906)
- .380 ACP (1908)

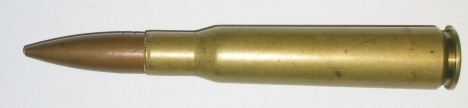
.50 BMG-patroon voor de Browning M2

- .50 BMG (1910) voor de Browning M2